# دركس
دركس (بالفارسية: درکس) هي منطقة سكنية تقع في قسم باهوكلات الريفي (مقاطعة تشابهار) في إيران. يقدر عدد سكانها بـ 2,159 نسمة .